# Sophia George
Sophia George (sinh ngày 21 tháng 2 năm 1964, tại Kingston, Jamaica) là một ca sĩ người Jamaica. Cô được biết đến với bản hit "Girlie Girlie" năm 1985, đạt vị trí số một ở Jamaica, đứng đầu bảng xếp hạng RJR trong 11 tuần và cũng là một hit Top 10 ở Anh. Các bản hit Jamaica khác của cô bao gồm " Lazy Body", "It Burn Mi Belly" và bản song ca " Ain't No Meaning"; tất cả bốn bài hát xuất hiện trong album mười bài hát năm 1986 của cô, Fresh.
"Girlie Girlie" được viết bởi Sangie Davis. Vào thời điểm phát hành, George đang làm giáo viên cho trẻ em khiếm thính. Ở Anh, George vẫn là một kỳ quan một hit dựa trên bài hát đó. Ca khúc được sử dụng làm nhạc tiêu đề trên Go Overboard, một bộ phim có Adam Sandler.
Một album tổng hợp, Girlie Girlie: The Best of Sophia George, đã được phát hành trên Trojan Records.
George kết hôn với người quản lý Ronald Chung và vào giữa những năm 1990, họ chuyển đến Miami, sau đó định cư tại Los Angeles. George là mẹ của Patrick Chung (sinh ngày 19 tháng 8 năm 1987), một sự an toàn cho New England Patriots.

## Danh sách đĩa hát
- Fresh (1986), Winner
- For Everyone (1991), Pow Wow
- Steppin 'Out (1994), Pow Wow
- Girlie Again (1995), Red Arrow
- Sexy Dumb Dumb (1995), Pow Wow
- Girlie Girlie (2001), Wesgram, Sire / Warner Bros. (Hoa Kỳ) [5]